# Waifer aquitániai herceg
Waifer akvitániai herceg (ur. 745–768) I. Hunald fia és Nagy Odo unokája. Nevét gyakran Waiffre formában írják. Utána újra egy Hunald nevű herceg következett, de nem egyértelmű, hogy apja, I. Hunald tért-e vissza a trónra vagy fia, II. Hunald próbálta meg sikerre vinni apja terveit. Waifer nevét az utolsó akvitán felkelés kirobbantójaként őrizte meg a történelem. Ő volt az akvitán–baszk perszonálunió utolsó hercege — valamikor uralma alatt (de valószínűleg csak a 760-as években) Baszkföld elszakadt Akvitániától.

## Uralkodása
Apja, I. Hunald a 742–745-ös akvitán felkelés elfojtása miatt kénytelen volt lemondani tisztéről, és kolostorba vonult. A trónon őt követő és ekkor még valószínűleg meglehetősen ifjú Waifernek szembe kellett néznie azzal a ténnyel, hogy Akvitánia elvesztette a nagyapja idején élvezett autonómiáját, és a Frank Birodalom (Neustria) csatlósává züllött. Ezzel a helyzettel akárcsak apja, Waifer se tudott megbékélni, de uralkodásának első éveiben őrizte az apja lemondásával kivívott békét, és fizette az adót a frankoknak.

### Narbonne ostroma (752–759) alatt

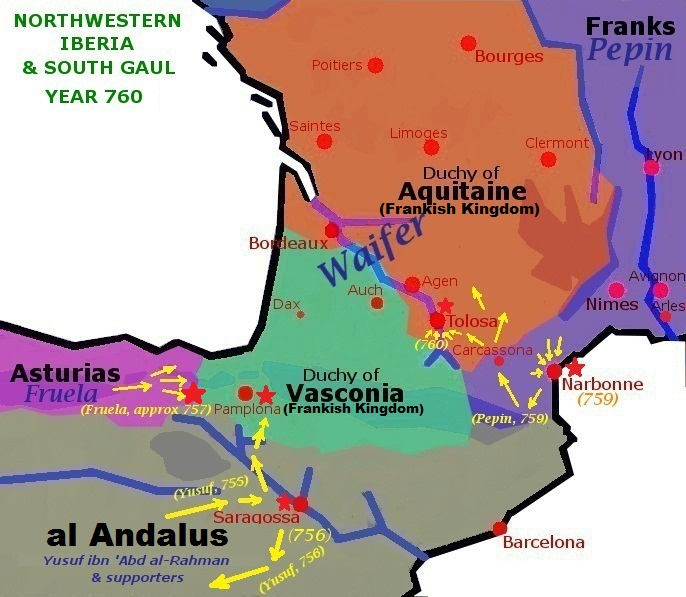
Hadjáratok 756–760

Komoly konfliktus forrásává vált Grifo frank herceg, Kis Pipin és Karlmann öccse, akit féltestvérei kisemmiztek atyai örökségéből, amikor egymás között osztották fel a frank királyságot. Grifót 742-ben csapdába csalták, elfogták és kolostorba zárták. Grifo 747-ben megszökött, és először Odilo bajor herceghez fordult támogatásért. Annak halála után megpróbálta megszerezni a bajor trónt, de Pipin elűzte, és Grifo 753-ban Waiferhez menekült. Nem tudni, hogy Waifer Grifo ügye mellé állt-e, ugyanis Grifo még abban az évben meghalt — a történet egyik változata szerint orgyilkos ölte meg, a másik változat szerint Saint-Jean-de-Maurienne mellett, csatában esett el.
752-re Kis Pipin, aki ekkor már a Frank Birodalom királya volt, elegendő erőt gyűjtött össze ahhoz, hogy megostromolja Narbonne-t, a mórok birtokolta Septimania fővárosát. Az ostrom hét évig tartott, és eredményeként sikerült az arabokat teljesen kiszorítani a Pireneusoktól északra eső területekről. Egyes feljegyzések szerint az ostromlókat többször is zaklatták Waifer csapatai, miként apja, Hunald is zaklatta a frankokat Martell Károly 736–737-es hadjárata alatt. A történészek az ostrom elhúzódásának további okai között említik, hogy a sereg a Pipinnel szövetséges Ansemundus gróf elestével elvesztette helyi utánpótlását. Pipin erőit megosztotta a Nîmes-ben kitört felkelés is, aminek leverése után a környék igazgatására frank kormányzót nevezett ki, egy bizonyos Radulf grófot.

### Narbonne után (760–768)
Narbonne bevétele után Pipin Dél-Akvitánia ellen fordult, és 760-ban elfoglalták Toulouse-t, Rodezt (Rouergue székhelyét) és Albit. Visszaadta az egyháznak a Waifer által elkobzott javakat, feldúlta Berry-t, majd további akvitán területeket fosztott ki. Waifer megpróbált szembeszállni vele, de vereséget szenvedett.
761-ben Waifer Chunibert bourges-i gróf és Bladino auvergne-i gróf kérésére Akvitánia északkeleti részén összpontosította csapatait egy Chalon-sur-Saône elleni támadásra. Úgy tűnik, ebben a seregben nem voltak ott a baszk hivatásosok, Waifer legjobb egységei. A támadók végigdúlták Burgundiát, de Pipin kiszorította őket onnan, és ellentámadásba lendülve bevette Auvergne-ben Bourbon, Chantelle és Clermont erődítményeit (Bourbont a Fredegar-krónika szerint „Waifer emberei” védték). A kudarcok hatására Bladino gróf megadta magát. A hadjáratban megszerzett erődítményeket Pipin a béke fejében megtartotta.
762-ben Pipin Berry-t és Poitou-t támadta meg. Hosszú ostrommal bevette Bourges-ot — az ostromhoz egyebek közt védműveket épített a város körül és földdel töltötte fel a falak tövét, hogy ezekre a rámpákra tolják fel az ostromgépeket. Chunibert gróf végül megadta magát. Pipin ezután Thouars-t vette be, és a [[[Poitou (történelmi régió)|poitiers-i grófság]] behódolt neki. Az Annales Laurissenses maiores szerint a két gróf számos baszk alattvalóját Neustriába hurcolták. Ezzel párhuzamosan Mantio gróf, Waifer unokatestvére baszk csapatával Narbonne-hoz közel lesből rajtaütött egy frank alakulaton, de vereséget szenvedett, és lovait hátrahagyva menekülnie kellett.
763-ban Waifer békét kínált Pipinnek, aki azonban nem is reagált az ajánlatra, hanem ismét mélyen, egészen Limousinig és Quercy-ig benyomult Akvitániába. Berry erődjébe frank helyőrséget telepített. Waifer — a Fredegar-krónika szerint akvitánokból és baszkokból álló — serege sosem volt akkora, hogy mezei hadai szembe tudjanak szállni Pippinnel. 763 és 766 között sorra kivonta helyőrségeit Poitiers-ből, Limoges-ból, Saintes-ből, Périgueux-ból és Angoulême-ből. Miután Pippin bevonult ezekbe a városokba, egyes források szerint helyreállíttatta azok erődítéseit — Archibald Lewis szerint éppen ellenkezőleg, Pippin romboltatta le azokat, mert belátta, hogy nem tudja megtartani az elfoglalt területeket. A háborúnak ebben a záró szakaszában a frankok minden korábbinál kegyetlenebbül dúlták az országot: lerombolták az épületeket (még a kolostorokat is), kivágták a szőlőket, frank területekre hurcolták a lakosságot.
766-ban Waifer harmadszor is megpróbált nyílt ütközetben szembeszállni Pipinnel, de ezúttal is vereséget szenvedett. Ezután legtöbb szövetségese elhagyta, és ő egyre kevésbé volt képes hátráltatni a frankokat, akik egészen 768-ig, Pipin haláláig dúlták Akvitániát — 766–767-ben főleg Périgord-t Angoumois-t Bordelais-t, tehát a Baszkföldhöz közeli területeket. Lerombolták az erődítményeket és városokat (a krónikákban castella, illetve civitates), és pusztításuk után „a földeken nem maradt ember, aki azokat megművelje” (nullus colonus terram ad laborandam). Eközben (767-ben?) Pipin egy baszk sereget is legyőzött nyílt ütközetben.
768-ban Bladino, Auvergne korábbi grófja behódolt Pipinnek. Waifer családjának legtöbb tagját elfogták és Périgord várába zárták. Magát Waifert saját emberei ölték meg — tisztázatlan körülmények között, állítólag Pipin utasítására. Utóda, II. Hunald délre, Baszföldre menekült. Hamarosan meghalt Pipin is, és ezután II. Hunald megpróbálta újraéleszteni a felkelést — teljes kudarccal. Nagy Károly és öccse, Karlmann átkelt a Garonne-on, és végleg leverték a felkelést.

## Államszervező tevékenysége, szövetségi politikája
Amilyen sokat tudunk Waifer Pipinnel vívott háborúiról, olyan keveset tudunk államának szervezetéről. A Fredegar-krónika szerint a háborús költségek fedezésére számos egyházi birtokot kobzott el, ahogyan azt nagy ellensége, Kis Pipin is tette 743–744-ben. A fontosabb városok (civitates, illetve civitas) környékén frank mintára grófságokat szervezett. legalább három ilyen grófságról — a bourges-iról, a poitiers-iről és az auvergne-iről biztosan tudunk. Mivel Thouars nem város volt, hanem egy vár (castra),  valószínű, hogy Thouars grófja titulus a várparancsnokot illette, aki ezidőben Poitou grófja volt.
Az ismert akvitán grófságok:
- albi grófság (székhelye: Albi — 650 körül; a hercegség bukása után beleolvadt a toulouse-i grófságba;
- Berry, a székhelye Bourges — a 8. század közepén Chunibert gróf (Humbert[4]) — később hercegség lett;
- auvergne-i grófság — Bladino gróf
- Poitou — a 8. század közepén;

Nem tudni, mikor, de valamikor Waifer uralma alatt bomlott fel az akvitán–baszk perszonálunió. Az önállósult Baszkföld új hercegét, II. Lupust vagy a frank király nevezte ki, vagy a baszkok maguk választották meg. Semmilyen írásos nyoma nem maradt annak, hogy a baszkok formálisan szövetséget kötöttek volna az akvitánokkal, de Waifer csapatai között még uralmának vége felé is rendszeresen feltűntek baszk alakulatok. Ugyancsak valószínű, hogy Narbonne eleste (759) után Waifer a septimaniai gótokkal és romanogótokkal is szövetségre lépett.
Bár nagybátyja, Remistanius nem volt Waifer vazallusa, de elég gazdag volt ahhoz, hogy magán hadsereget gyűjtve meg tudjon ostromolni néhány frank erősséget. 765-ben Pipin gazdag „ajándékokkal” (arany, ezüst, ruhák, lovak, fegyverek) rábírta Remistaniust, hogy álljon át az ő oldalára. Nekiadta a bourges-i grófság keleti felét a Cher folyóig, beleértve magát a bourges-i citadellát is. Chunibert (Humbert) bourges-i gróf, aki a város bevételéig Waifer vazallusa volt, megtarthatta a grófság nyugati felét, de immár Pipin vazallusaként.

## Fordítás
Ez a szócikk részben vagy egészben  a   Waiofar című angol Wikipédia-szócikk ezen változatának fordításán alapul.  Az eredeti cikk szerkesztőit annak laptörténete sorolja fel. Ez a jelzés csupán a megfogalmazás eredetét és a szerzői jogokat jelzi, nem szolgál a cikkben szereplő információk forrásmegjelöléseként.
Ez a szócikk részben vagy egészben  a   Duchy of Gascony című angol Wikipédia-szócikk ezen változatának fordításán alapul.  Az eredeti cikk szerkesztőit annak laptörténete sorolja fel. Ez a jelzés csupán a megfogalmazás eredetét és a szerzői jogokat jelzi, nem szolgál a cikkben szereplő információk forrásmegjelöléseként.